# اچ‌ام‌اس آیریس دوم
اچ‌ام‌اس آیریس دوم (به انگلیسی: HMS Iris II) یک کشتی بود که طول آن ۱۵۹ فوت (۴۸ متر) بود. این کشتی در سال ۱۹۰۶ ساخته شد.